# Wilhelm von Hillesheim
Wilhelm von Hillesheim (geboren im 15. Jahrhundert; gestorben 21. Mai 1542) war ein deutscher Zisterzienser und erster infulierter Abt des Klosters Himmerod.

## Leben
Wilhelm von Hillesheim wurde am 19. Februar 1511 zum 35. Abt des Klosters Himmerod gewählt. Er trat damit die Nachfolge seines Onkels Jakob von Hillesheim an, der 1510 verstorben war. In seine Amtszeit fielen u. a. die neuerliche Inkorporation der Pfarrkirchen in Pommern und Briedel an der Mosel im Dezember 1511, sowie der Verkauf von Klostergütern bei Speyer im Mai 1513 im Wert von 2000 Goldgulden. 1533 musste das Kloster im Rahmen der Türkensteuer 550 Goldengulden zahlen und 1534 kam es zu einem Brand im Wittlicher Klosterhof. Nach seiner Resignation am 8. Mai 1542 verstarb er am 21. Mai 1542. Seine letzte Ruhestätte fand er im Kapitelsaal des Klosters.